# Anton Hülse
Anton Hülse, auch Antonius Hülse (* 21. Januar 1637 in Kranichfeld; † 21. August 1712 in Siegen) war ein deutscher Architekt des Barocks.

## Leben
1656 wurde Hülse Mitglied des Jesuitenordens. 1667 als Zimmermann beim Bau des Kollegs in Münstereifel eingesetzt, ist er später bei Bauarbeiten in Köln (1672–76), Emmerich (1677) und Osnabrück (1679) nachweisbar. Sein vierjähriger Aufenthalt in Köln diente vermutlich dem Studium der zahlreichen Kirchenbauten der Stadt. Vor 1672 nicht als Architekt in Erscheinung getreten, wird der gebürtige Thüringer 1679 im Katalog des Osnabrücker Jesuitenkollegs als architectus geführt. Von 1680 bis 1693 hielt er sich in Coesfeld auf; parallel dazu errichtete er von 1683 an seinen wohl bedeutendsten Bau, die Marktkirche in Paderborn. Weitere Stationen waren Hildesheim, Koblenz, Münster und schließlich Siegen, wo er am 21. August 1712 im Alter von 75 Jahren verstarb.
Hülse galt als der „westfälische Hausarchitekt“ des Jesuitenordens im späten 17. und frühen 18. Jahrhundert.

## Werke

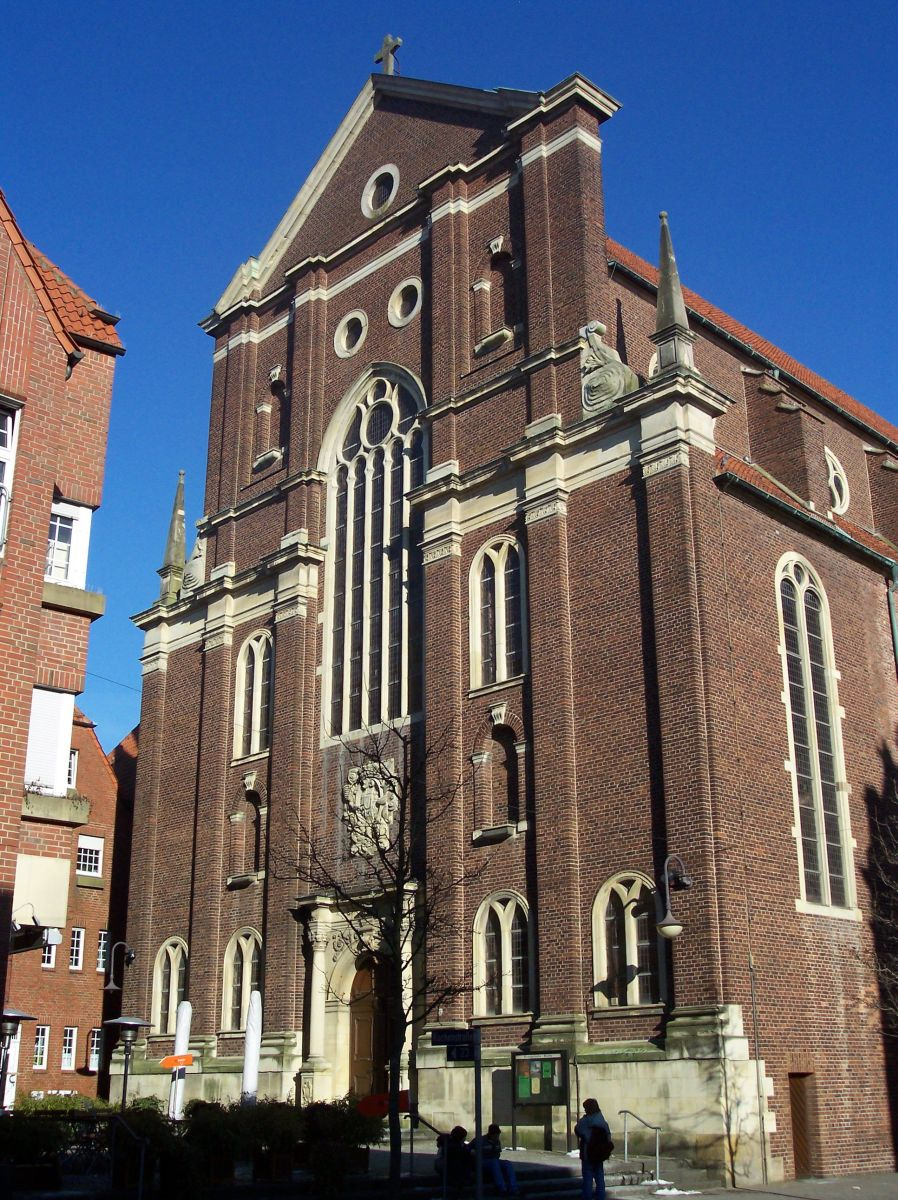
Coesfeld, Jesuitenkirche, Fassade
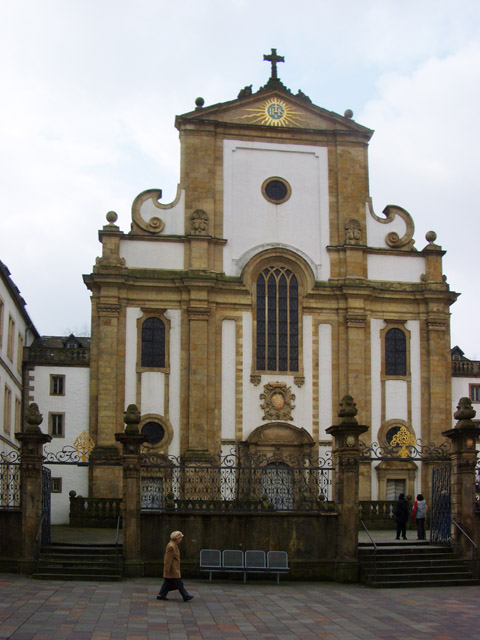
Marktkirche in Paderborn
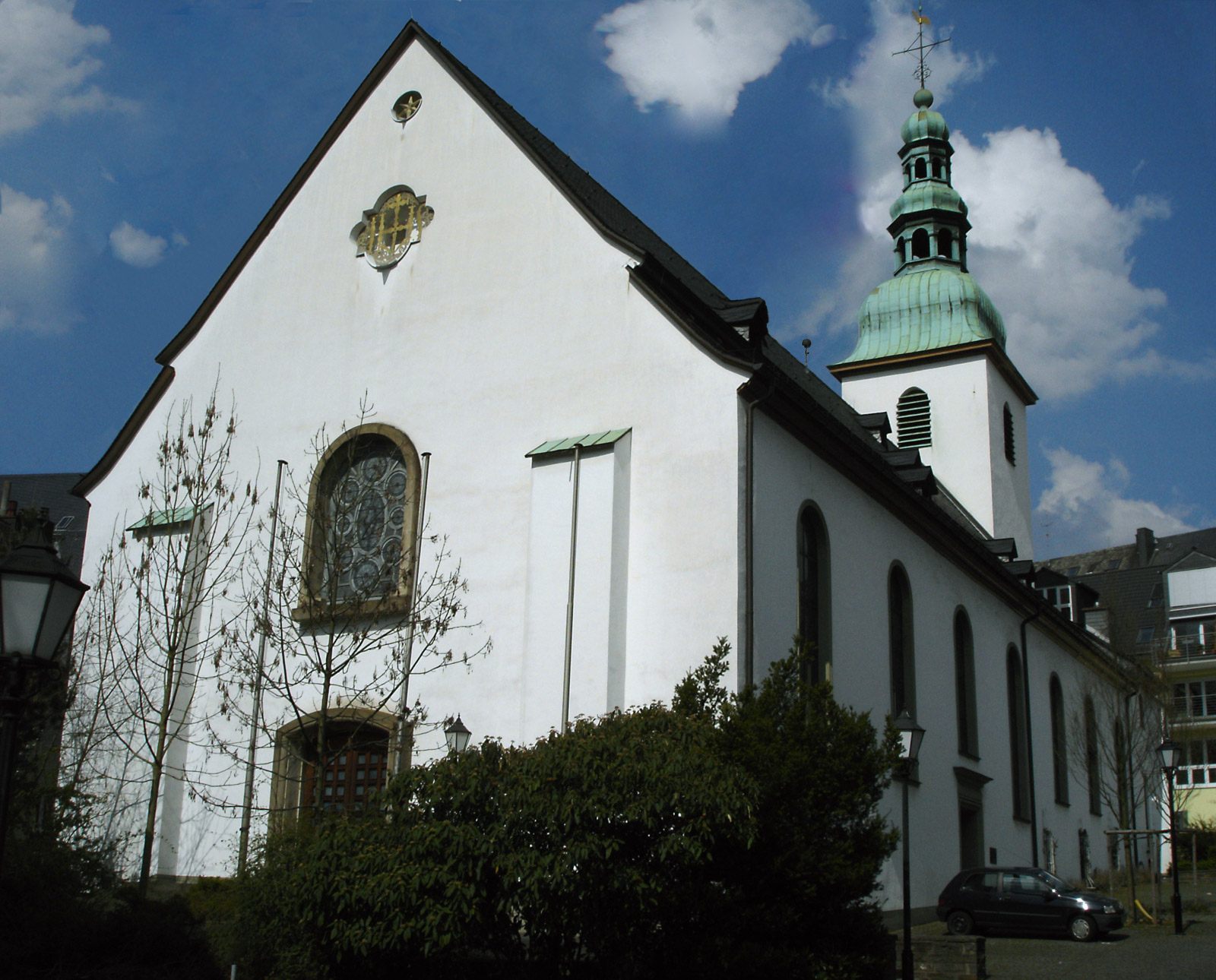
Die Marienkirche in Siegen, Ansicht von Süden

- 1673–94: Coesfeld, St. Ignatius
- 1682–92: Paderborn, Marktkirche
- 1685–88: Osnabrück, Gymnasialkirche
- 1691–98: Münster, Observantenkirche, jetzt Evangelische Universitätskirche
- 1694: Hildesheim, Jesuitenkolleg (nach Kriegszerstörung nur noch die zum kleinen Domhof gelegene Giebelfassade erhalten, die in einen Neubau integriert wurde)
- 1702–29: Siegen, ehemalige Jesuitenkirche Mariä Himmelfahrt, jetzt Marienkirche